# کلاغ (فیلم ۲۰۲۴)
کلاغ (به انگلیسی: The Crow) یک فیلم ابرقهرمانی گوتیک آمریکایی محصول ۲۰۲۴ به کارگردانی روپرت سندرز و بر اساس فیلمنامه‌ای از زک بیلین است. این فیلم که بازسازی فیلمی به همین نام می‌باشد، پنجمین فیلم در این فرنچایز است و بعد از این فیلم، دومین فیلمی است که از سری کتاب‌های مصور جیمز اوبار در سال ۱۹۸۹ اقتباس شده است. این فیلم داستان مردی به نام اریک با بازی بیل اسکاشگورد است که برای انتقام مرگ خود و دوست دخترش با بازی اف‌کی‌ای توئیگز زنده می‌شود.
حقوق توزیع بین‌المللی این فیلم در جشنواره فیلم کن ۲۰۲۲ در ماه مه برای خریداران مختلف خریداری شد. نمایش افتتاحیه فیلم در ۲۰ اوت ۲۰۲۴ در نیویورک سیتی بود، و در ۲۱ اوت توسط متروپولیتن فیلم‌اکسپورت در فرانسه، و سپس توسط لاینزگیت فیلمز و انترتینمنت فیلم در ۲۳ اوت همان سال در ایالات متحده و بریتانیا به نمایش در آمد. فیلم با واکنش‌های منفی از سوی منتقدان همراه بود و ۲۴ میلیون دلار در سراسر جهان فروش کرد در حالی که ۵۰ میلیون دلار بودجه ساخت آن بوده است و تبدیل به بمب گیشه شد.

## داستان
اِریک، یک معتاد با دوران کودکی آشفته، در یک مرکز توانبخشی با زندگی و کابوس‌های شبانه دست و پنجه نرم می‌کند. شِلی، موزیسینی با مشکلات مشابه، ویدیویی را در تلفن همراه خود از دوستش زِیدی دریافت می‌کند که وینسنت روگ، یک ارباب جنایتکار را که به عنوان یک اشراف‌زاده موسیقی ظاهر می‌شود، متهم می‌کند. شلی که تصمیم می‌گیرد ویدیو را ذخیره کند، علیرغم اینکه می‌دانست داشتن آن منجر به مرگ او می‌شود، سعی می‌کند مخفی شود اما بلافاصله توسط سرسپردگان روگ تحت تعقیب قرار می‌گیرد. زمانی که شلی به دلیل داشتن مواد مخدر دستگیر می‌شود، تعقیبِ او شکست می‌خورد.
زیدی توسط روگ دستگیر و بازجویی می‌شود. روگ فاش می‌کند که قرن‌ها قبل، با شیطان پیمان بسته بود که ارواح بی‌گناه را در ازای زندگی ابدی به جهنم بفرستد. او زیدی را مجبور می‌کند تا با زمزمه افسون‌هایی در گوش خودش خودکشی کند. شلی به همان مرکز توانبخشی که اریک در آن قرار دارد فرستاده می‌شود. این دو با گذشت زمان به هم نزدیک می‌شوند. هنگامی که ماریون، دستیار روگ، ناگهان در مرکز توانبخشی ظاهر می‌شود، شلی وحشت می‌کند و اریک را متقاعد می‌کند تا به او کمک کند تا باهم فرار کنند. آنها به خانه خالی یکی از دوستان شلی پناه می‌برند و به سرعت عاشق هم می‌شوند و سعی می‌کنند یک زندگی بی دغدغه با هم داشته باشند، اما خیلی زود توسط مردان روگ پیدا می‌شوند و به قتل می‌رسند.
اریک در یک محوطه راه‌آهن برزخ مانند بیدار می‌شود، جایی که کرونوس، یک راهنمای روح، توضیح می‌دهد که اریک باید روگ را بکشد تا دوباره با شلی متحد شود. اریک که احیا شده و توانایی التیام جراحات را دارد، با سوفیا، مادر شلی که با ماریون در مرکز توانبخشی حضور داشت، ملاقات می‌کند. سوفیا فاش می‌کند که با روگ معامله کرده است: ثروت در ازای روح شلی.
پس از رفتن اریک، روگ به دیدار سوفیا می‌رود تا در مورد اریک جویا شود اما وقتی از پاسخ‌های او دلسرد می‌شود، او را مجبور می‌کند از پشت بام بپرد. اریک به تعقیب و کشتن چندین مزدور روگ ادامه می‌دهد و گوشی شلی را با ویدیوی جنایت‌آمیز پیدا می‌کند که نشان می‌دهد روگ قبلاً شلی را مجبور به کشتن یک زن کرده است. اریک که ناگهان به عشق خود به شلی شک می‌کند، توانایی خود را برای درمان از دست می‌دهد و دوباره کشته می‌شود. اریک با بازگشت به زندگی پس از مرگ، با کرونوس قرارداد می‌بندد تا جای شلی را در جهنم در ازای فرصتی دیگر برای کشتن روگ بگیرد.
روگ از توانایی‌های ماوراء طبیعی اریک مطلع می‌شود و به ماریون دستور می‌دهد تا او را به سمت خودشان جذب کند تا قدرت اریک را به دست آورد.
اریک ماریون را تا یک خانه اپرا تعقیب می‌کند و به طرز وحشیانه ای همه نوچه‌های روگ را می‌کشد تا به ماریون برسد. ماریون با اکراه موقعیت روگ را قبل از اینکه اریک سر او را جدا کند فاش می‌کند. روگ اریک را تحت تسلط خود درمی‌آورد و سعی می‌کند تا قبل از اینکه اریک هر دوی آنها را به زندگی پس از مرگ منتقل کند، قدرت‌های او را بدزدد، جایی که اریک به سرعت کار روگ را می‌کشد و روح شلی را نجات می‌دهد.
پس از ملاقات کوتاهی بین عاشقان، شلی در شب مرگ آنها دوباره زنده می‌شود و پس از اینکه کرونوس در لباس یک پزشک به او می‌گوید که اریک، جان خود را برای او داده است، شلی برای او عزاداری می‌کند.
اریک سرنوشت خود را می‌پذیرد و از این باور که روح آنها روزی دوباره همدیگر را پیدا می‌کنند، راضی است.

## تولید
فیلمبرداری در ۱۳ ژوئیه ۲۰۲۲ در پراگ، جمهوری چک آغاز شد. اسناد ثبت شده از تولید فیلم به دروغ این پروژه را به عنوان یک سریال تلویزیونی شش قسمتی شناسایی کرد. فیلمبرداری پیش از این قرار بود در ژوئن ۲۰۲۲ شروع شود، فیلمبرداری در پراگ و مونیخ. در ۱۶ سپتامبر ۲۰۲۲، تولید فیلم به پایان رسید.